# 機動戦士ガンダム クライマックスU.C.
『機動戦士ガンダム クライマックスU.C.』（きどうせんしガンダム クライマックスユーシー）は、2006年3月2日にバンダイから発売されたPlayStation 2用ゲームソフト。ジャンルは3Dシューティングゲームで、プログレスモード、クロニクルモード、エクストラモード、VSモードの4種類のゲームをプレイする事ができる。本項目では本作を題材とした漫画『機動戦士ガンダム クライマックスU.C. 紡がれし血統』についても併せて記載する。

## 概要
ガンダムシリーズを題材としたアクション・シューティングゲームである。これまで発売されたPlayStation 2用ゲーム『機動戦士ガンダム』から続く陸戦主体のガンダムゲームよりも、以前にPlayStation用ゲーム『機動戦士Ζガンダム』『逆襲のシャア』に近い空間戦闘を基本とした操作感で作られている。
リアルな挙動よりも、操作の簡潔さ、スピード感あふれるアニメのような動きや派手な攻撃を繰り出せることによる爽快感が重視されている。特にファンネルの表現には力が入れられている。メカニック等のポリゴンモデルはこれまでPlayStation 2で発売された同社のゲームに比べポリゴン数が少なめであり、ここでも動作の軽さが追求されているが、テクスチャマッピング技術の向上によってポリゴンの少なさが目立たないような表現がなされている。
攻撃ボタンを押しっぱなしにする「貯め撃ち」も特徴の一つであり、一定のゲージを貯め続けることで、異なる武装で攻撃したり、強力な攻撃を繰り出すことができる。また、特定の敵を倒すことで「カード」が出現することがあり、人物・メカニック・ムービー・BGM・ステージ・歴史事件とジャンルが分類されたこれらを収集することで、データベースを構築することができる。
他には特定のシチュエーションを設定することで特殊な台詞が散りばめられており、特定のパイロット同士やパイロットとMSの組み合わせなどがある。ステージによっては特殊な出撃シーンを見ることができる。これらは全モードで発生する。
バンダイの据え置き型ゲーム機最後のゲームタイトルであった。

### プログレスモード
オリジナルキャラクターのカムナ・タチバナを操作し、宇宙世紀0079年の一年戦争から0123年のコスモ・バビロニア建国戦争までの戦乱を戦い抜くモード。プレイヤーはゲーム開始時に地球連邦軍かジオン公国軍に所属するかを選択し、ステージクリア後に所属する組織を変更が可能。ただし、ジオン軍からティターンズに移籍するなど、経歴によっては所属できない組織もある。
スコアによってプレイヤーの階級が上昇しより優れたMSに搭乗することが可能。また、スキルポイントを得ることでパイロットの能力を向上させることもできる。
宇宙世紀0093年の第二次ネオ・ジオン抗争後、主人公は女性キャラ（シャーリー・ラムゼイ、エレン・ロシュフィル、ナギサ・フローリン）の中から1人を選んで結婚。以後は主人公の子供が新たな主人公となる。基本的にこれまで蓄積した能力値が引き継がれるほか、母親になるキャラクターによって能力の変動が生じる。ある一定の条件を満たすことによって、隠しステージとしてコスモ・バビロニア建国戦争後の木星帝国との戦いに参加できる。

### クロニクルモード
アムロ・レイやシャア・アズナブルなどのエースパイロットを操作し、彼らに縁のあるアニメ本編のシチュエーションを再現したステージを戦うモード。最初は使用できるパイロットとMSが固定されているが、ステージをクリアすれば自由にパイロットとMSを選択できるようになる。

### エクストラモード
前述のクロニクルモードの最終面をクリアすることで出現する特別モード。ザク系やジム系のMSが次々と敵として出現する内容や、ハマーン・カーン率いる3色のキュベレイが勢揃いする内容など、一風変わった個性豊かなステージが用意されている。全20ステージ。

## 機動戦士ガンダム クライマックスU.C. 紡がれし血統
『機動戦士ガンダム クライマックスU.C. 紡がれし血統』（きどうせんしガンダム クライマックスユーシー つむがれしきずな）は本ゲームのプログレスモードを題材にした漫画作品である。漫画は森田崇。シナリオはスタジオオルフェの中村浩二郎。
角川書店の月刊誌ガンダムエースで連載された。ストーリーはプログレスモードをベースにしているがオリジナル性も高く、主人公カムナ・タチバナの眼で宇宙世紀を俯瞰した歴史物のような描き方も特徴となっている。カムナは連邦軍のMS小隊長としてスタート。連邦高官の息子というエリートであるが、父親との確執に悩んでいる。カムナは部下のシャーリー、パミル、エレンと共に宇宙世紀戦史を駆け抜ける。
一年戦争後はジオン軍残党との戦いを経てティターンズに加入。エゥーゴと激しい戦いを繰り広げていくのだが…。平行してコスモ・バビロニア建国戦争時のタチバナ家も描かれており、こちらでは年老いたカムナと、敵味方に分かれたカムナの息子シュンと娘ナナの戦いが展開される。二つの時代を交互に展開させ、徐々に展開を交わらせていく構成が独特の雰囲気を醸し出している。
なお、この作品ではゲーム未登場のガンダムF90IIロングレンジタイプとプロトタイプジャベリンが登場する。

## 登場人物
※印のキャラクターはプレイヤーキャラクターとしての使用が不可能。『紡がれし血統』オリジナルの登場人物には印を付与しないものとする。

### オリジナル（プログレスモード）
カムナ・タチバナ
声：石川英郎
軍人名門家系の生まれで、士官学校卒業後にMS小隊長となる。
『紡がれし血統』では地球連邦軍少尉。連邦軍高官である父・ニシバが敷いたレールに乗ることを嫌い、前線のパイロットであることにこだわる。一年戦争後はジオン軍残党討伐に積極的に参加し、ティターンズでは「鉄の貴公子」の異名で知られるが、ダカール攻防戦やサイド2でのコロニーレーザーによる虐殺行為に失望し、ティターンズを離脱する。連邦軍広報情報局に転属し記者となるが、シャアの決起時にかつての部下パミルが参加していることを知るや、パイロットに復帰し第二次ネオ・ジオン抗争に参加。戦後、艦内勤務に就き准将及びサイドフロンティアの艦隊司令までに昇進。この間にエレンと結婚しシュンとナナの双子をもうけるも、オールズモビルのテロ行為でエレンが死亡し、シュンからは憎悪の対象となってしまう。コスモ・バビロニア建国戦争では、心臓発作により民間人を残したまま艦隊ごと撤退する失態を演じ更迭されたが、イルルヤンカシュ要塞攻略では作戦参謀として長距離狙撃作戦を立案。敵が要塞をフォンティアサイドと連邦艦隊に急接近させる作戦を逆手に取り、一気に大量のモビルスーツと歩兵部隊を要塞内に侵入させることに成功。敵味方に分かれて戦うシュンとナナを救うため、老齢ながらプロトタイプジャベリンに搭乗し、決死の説得の末、シュンと和解を果たし家族の絆を取り戻すが、それを見届けると力尽きて死亡。
漫画『機動戦士ガンダムF90 ファステストフォーミュラ』では、シャアの反乱時に敵味方問わずアクシズを押し返そうとする様子を見て、「あきらめずに命を燃やす人間がこんなにもいる」と涙する。
エレン・ロシュフィル※
声：堀江由衣
民間からの志願兵でオペレーター担当。明るく前向きな性格であり、部隊内ではアイドル的存在。カムナを尊敬している。
『紡がれし血統』では連邦軍伍長。カムナに告白するなど、カムナへの思慕の情が深く描かれる。また、任務中に度々負傷し、左耳が難聴になったり身体中に傷を負うなどハンディキャップを抱えるも、責任感と気丈夫さで乗り越えている。カムナがティターンズを離脱した際にはそれに従い、ともに連邦軍広報情報局に転属し記者となる。のちにカムナと結婚し、シュンとナナの双子をもうける。しかし、宇宙世紀0116年に新興コロニー「フロンティアI」に居住していたところを、火星独立ジオン軍「オールズモビル」の襲撃によって瀕死の重傷を負い、カムナに自分に構わず民間人を優先的に救助するように勧め、息を引き取る。
シャーリー・ラムゼイ
声：能登麻美子
部隊の同僚パイロットで、士官学校時代にカムナと成績を争った。冷静な大人の女性だが、お茶目な面もある。
『紡がれし血統』では地球連邦軍曹長。コロニー落としにより両親を殺害されており、人一倍ジオン軍を憎んでいる。カムナがティターンズを離脱した際にはそれに従うも、そのままMSパイロットとして前線で活躍し、のちにロンド・ベルに所属した。広報情報局の記者として訪れたカムナにMSパイロットに戻るよう促し、前線復帰すると彼女の部隊に編入された。第二次ネオ・ジオン抗争では、かつての仲間と共に地球に落下するアクシズを押し返す行動に加わっている。
なお、その後の足取りが不明であったが、作者による「ガンダムエース」2009年10月号のピンナップにて、作戦後に生還した様子が描かれた。
パミル・マクダミル
声：勝杏里
陽気な黒人男性でカムナを兄貴と慕う。
『紡がれし血統』では地球連邦軍軍曹。南米スラム街出身でエリートのカムナに強いコンプレックスを抱くが、同時にその人格と指揮官としての良識から「とんでもなくイイ奴」とも感じており、嫉妬と憧れが混同した複雑な感情を持っていた。シャーリーに好意を持ち、彼女の写真を肌身離さず持ち歩き、彼女のために部隊を離れなかった。しかし、カムナがティターンズを離脱した際には、立身出世を果たした今の境遇が失われることを恐れ、彼らと敵対し残留。その後は転落人生を歩み、ネオ・ジオン兵士にまで身を落としてしまう。第二次ネオ・ジオン抗争では、中破したギラ・ドーガに搭乗して漂流しているところをカムナとシャーリーに再会。自棄になっているところをカムナに諭され、共に地球に落下するアクシズを押し返す行動に加わっている。
なお、その後の足取りが不明であったが、作者による「ガンダムエース」2009年10月号のピンナップにて、作戦後に生還した様子が描かれた。また、同作者の漫画『機動戦士ガンダムΖΖ外伝 ジオンの幻陽』にてティターンズからネオ・ジオンに移る経緯が描かれている。
ナギサ・フローリン
カムナの幼馴染。
『紡がれし血統』ではカムナの婚約者であり、ティターンズに所属するカムナを案じている。結婚に向けて花嫁修業と避暑を兼ねてサイド2・18バンチコロニーに滞在していた折に、バスク・オム主導によるコロニーレーザーの砲撃を受けて死亡。
エイギス・ヴェラクルス
声：竹若拓磨
『紡がれし血統』ではクロスボーン・バンガード兵士として登場。ブッホ・コンツェルン職業訓練校で同級生だったシュンと出会い、クロスボーン・バンガードの決起集会を紹介した。後にコスモ・バビロニア建国戦争に参加し、シュテインの副官としてフロンティアサイド強襲作戦やイルルヤンカシュ防衛戦で連邦軍と戦った。
二代目主人公男A（シュン・タチバナ/シュテイン・バニィール）
声：浪川大輔
『紡がれし血統』ではカムナとエレンの間に誕生した双子の長男で、ナナの兄。オールズモビルのテロ行為で母・エレンが死亡したのを機に、カムナに対し激しい憎悪を抱く。ブッホ・コンツェルン職業訓練校へ進学時に貴族主義に傾倒し、クロスボーン・バンガードに志願する。シュテイン・バニィールと名乗りコスモ・バビロニア建国戦争に参加。パーソナルカラーの金色に塗装したベルガ・ギロスに搭乗し、父が司令を務める駐留艦隊に対し大打撃を与え「戦鬼」の異名で恐れられた。イルルヤンカシュ要塞を掌握しフロンティアサイドへの特攻を強行し、序盤こそ戦闘を有利に進めた。しかし、父カムナの戦術により要塞が連邦艦隊に近づくと、連邦側のモビルスーツと歩兵部隊のランチが要塞内に一斉突入を開始。この戦術にクロスボーン側は全く対応する事ができずに、事実上要塞は陥落状態となる。その後、カムナによる身を挺した説得により和解した。なお、ゲームにおいて彼らはクロスボーン・バンガードに残りクロスボーン・ガンダムに搭乗、海賊狩りをしてきた量産型ガンダムF91と交戦している。
二代目主人公女A（ナナ・タチバナ）
声：水樹奈々
『紡がれし血統』ではカムナとエレンの間に誕生した双子の長女で、シュンの妹。連邦軍士官学校卒業後、フロンティアサイド駐留艦隊のオペレーターとなるが、クロスボーン・バンガードの侵攻時に急遽ガンダムF90Vに搭乗する。兄・シュンの立て篭もるイルルヤンカシュ要塞への長距離狙撃作戦においてガンダムF90IIロングレンジタイプのパイロットに正式採用。任務遂行後にシュンと交戦し、バイオコンピューターの動作不良で危機に陥るが、最終的にカムナと和解したシュンによって救出されている。
二代目主人公男B、女B
声：小田久史（男B）、渡辺明乃（女B）
『紡がれし血統』ではカムナの子ではなく、クロスボーン・バンガード兵士として登場。シュテインの下でフロンティアI制圧に参加した。
F91連邦オペレーター※
声：比嘉久美子
二代目主人公で連邦軍を選択した際にオペレーターを担当。
クロスボーンオペレーター※
声：早水リサ
二代目主人公でクロスボーン・バンガードを選択した際にオペレーターを担当。

### 『紡がれし血統』オリジナルの登場人物
ニシバ・タチバナ
地球連邦軍中将。カムナの父親であり上官。日頃から厳格な態度で対応していたため、カムナからは反発を受けていた。宇宙世紀0083年のコンペイトウ観艦式に参加するが、デラーズ・フリートに奪取されたサイサリスの核攻撃によって戦死する。
ザック・ウィンザー
ジオン公国軍中佐。若い頃にジオン・ズム・ダイクンの思想に触れ、ジオン軍に入隊。ア・バオア・クー攻防戦でカムナの部隊に座乗艦であるムサイを撃墜され見逃されたことを根に持っていた。戦後、デラーズ・フリートに参加。部下の乗るMSを使って艦隊に自爆テロをかけるなどジオンの大義の為なら手段を選ばない非情な面を持つ。戦場で再会したカムナと交戦し戦死している。
ワイブル・ガードナー
『機動戦士ガンダムF91 フォーミュラー戦記0122』に登場するキャラクター。コスモ・バビロニア建国戦争において更迭されたカムナに代わり、フロンティアサイド奪還のため第二艦隊司令官として着任する。イルルヤンカシュ要塞攻略では先輩であるカムナを作戦参謀として招聘し、ナナをガンダムF90IIロングレンジタイプのパイロットに推薦している。

### その他の登場キャラクター
- 機動戦士ガンダム
  - アムロ・レイ
  - シャア・アズナブル
  - ブライト・ノア※
  - カイ・シデン
  - ハヤト・コバヤシ
  - スレッガー・ロウ※
  - ドズル・ザビ
  - ギレン・ザビ※
  - キシリア・ザビ※
- 機動戦士ガンダム 第08MS小隊
  - シロー・アマダ
  - アイナ・サハリン
  - ノリス・パッカード
  - カレン・ジョシュワ
  - テリー・サンダースJr.
  - ミケル・ニノリッチ※
  - ジオン女性兵※
- 機動戦士ガンダム0080 ポケットの中の戦争
  - バーナード・ワイズマン
  - クリスチーナ・マッケンジー
  - アルフレッド・イズルハ※
  - ミハイル・カミンスキー※
- 機動戦士ガンダム0083 STARDUST MEMORY
  - コウ・ウラキ
  - アナベル・ガトー
  - サウス・バニング
  - シーマ・ガラハウ
  - エイパー・シナプス※
  - エギーユ・デラーズ※
  - ジョン・コーウェン※
  - バスク・オム※
  - ジャクリーヌ・シモン※

- 機動戦士Ζガンダム
  - カミーユ・ビダン
  - クワトロ・バジーナ
  - ハマーン・カーン
  - フォウ・ムラサメ
  - パプテマス・シロッコ
  - ジェリド・メサ
  - エマ・シーン
  - ヤザン・ゲーブル
  - ブラン・ブルターク
  - カクリコン・カクーラー※
  - ロザミア・バタム※
  - ブライト・ノア（Ζ）※
  - ヘンケン・ベッケナー※
  - ベルトーチカ・イルマ※
  - トーレス※
  - アポリー※
  - ロベルト※
  - アムロ・レイ（Ζ）
  - ハヤト・コバヤシ（Ζ）※
- 機動戦士ガンダムΖΖ
  - ジュドー・アーシタ
  - ルー・ルカ
  - ハマーン・カーン（ΖΖ）
  - グレミー・トト
  - マシュマー・セロ
  - エルピー・プル
  - プルツー
  - ビーチャ・オーレグ※
  - エル・ビアンノ※
  - モンド・アガケ※
  - ラカン・ダカラン
  - エマリー・オンス※

- 機動戦士ガンダム 逆襲のシャア
  - アムロ・レイ（CCA）
  - ブライト・ノア（CCA）※
  - シャア・アズナブル（CCA）
  - クェス・パラヤ
  - ギュネイ・ガス
  - レズン・シュナイダー
  - ケーラ・スゥ
  - ナナイ・ミゲル※
- 機動戦士ガンダムF91
  - シーブック・アノー
  - セシリー・フェアチャイルド
  - ザビーネ・シャル
  - ドレル・ロナ
  - 鉄仮面（カロッゾ・ロナ）
  - レアリー・エドベリ※
  - コズモ・エーゲス※
- 機動戦士クロスボーン・ガンダム（ゲスト参戦）
  - トビア・アロナクス
  - キンケドゥ・ナウ
  - ザビーネ・シャル（XB）
  - ベラ・ロナ※

## 登場兵器
- 機動戦士ガンダム
  - ガンダム
  - ジム
  - シャア専用ザクII
  - ジオング
  - ビグ・ザム
  - ガンキャノン
  - ザクII F型
  - ドム
  - リック・ドム
  - ゲルググ
- 機動戦士ガンダム 第08MS小隊
  - ガンダムEz8
  - 陸戦型ガンダム
  - グフカスタム
  - アプサラスII
  - ザクII J型
- 機動戦士ガンダム0080 ポケットの中の戦争
  - アレックス
  - ケンプファー
  - ザクII 改
- 機動戦士ガンダム0083 STARDUST MEMORY
  - フルバーニアン
  - サイサリス
  - デンドロビウム
  - ガーベラ・テトラ
  - ノイエ・ジール
  - ジム・カスタム

- 機動戦士Ζガンダム
  - Ζガンダム
  - ガンダムMk-II（エゥーゴ）
  - ガンダムMk-II（ティターンズ）
  - ジムII
  - ジムII（エゥーゴ）
  - 百式
  - キュベレイ
  - ガザC
  - ジ・O
  - サイコガンダム
  - アッシマー
  - ハイザック
  - ハイザック（連邦）
  - マラサイ
  - バイアラン※
- 機動戦士ガンダムΖΖ
  - ΖΖガンダム
  - ザクIII
  - ザクIII改
  - ドーベン・ウルフ
  - クィン・マンサ
  - キュベレイMk-II（プル専用）
  - キュベレイMk-II（プルツー専用）
  - 量産型キュベレイ
  - Ζザク

- 機動戦士ガンダム 逆襲のシャア
  - νガンダム
  - サザビー
  - リ・ガズィ
  - ジェガン
  - ヤクト・ドーガ（ギュネイ専用）
  - ヤクト・ドーガ（クェス専用）
  - ギラ・ドーガ
  - ギラ・ドーガ（レズン専用）
  - α・アジール
- 機動戦士ガンダムF91
  - ガンダムF91
  - ガンダムF90V
  - デナン・ゾン
  - デナン・ゾン（黒の戦隊）
  - ベルガ・ギロス
  - ベルガ・ダラス
  - ビギナ・ギナ
  - ラフレシア
- 機動戦士クロスボーン・ガンダム
  - クロスボーン・ガンダムX1
  - クロスボーン・ガンダムX2
  - クロスボーン・ガンダムX3

## 広報
CMナレーションは、アムロ・レイ役の古谷徹とカミーユ・ビダン役の飛田展男の掛け合いとなっている。
また、プロモーションビデオではセシリー・フェアチャイルド（ベラ・ロナ）役の冬馬由美がナレーションを担当している。